# Лодердейл (округ, Алабама)
Ло́дердейл (англ. Lauderdale County) — округ в штате Алабама, США. Официально образован в 1818 году. По состоянию на 2010 год, численность населения составляла 92 709 человек.

## География
По данным Бюро переписи США, общая площадь округа равняется 1 867,392 км2, из которых 1 730,122 км2 суша и 137,270 км2 или 7,400 % это водоемы.

### Соседние округа
|                           | Хардин (шт. Теннесси) | Уэйн (шт. Теннесси), Лоренс (шт. Теннесси) | Джайлс (шт. Теннесси) |  |
| Тишоминго (шт. Миссисипи) | север                 | Лаймстон                                   |                       |  |
| Тишоминго (шт. Миссисипи) | Лодердейл             | Лаймстон                                   |                       |  |
| Тишоминго (шт. Миссисипи) | юг                    | Лаймстон                                   |                       |  |
|                           | Колберт               | Лоренс                                     |                       |  |

## Население
По данным переписи населения 2000 года в округе проживает 87 966 жителей в составе 36 088 домашних хозяйств и 25 153 семей. Плотность населения составляет 51,00 человек на км2. На территории округа насчитывается 40 424 жилых строений, при плотности застройки около 23,00-х строений на км2. Расовый состав населения: белые — 84,38 %, афроамериканцы — 13,85 %, коренные американцы (индейцы) — 0,25 %, азиаты — 0,35 %, гавайцы — 0,02 %, представители других рас — 0,36 %, представители двух или более рас — 0,79 %. Испаноязычные составляли 1,02 % населения независимо от расы.
В составе 36 088,00 % из общего числа домашних хозяйств проживают дети в возрасте до 18 лет, 18,00 % домашних хозяйств представляют собой супружеские пары проживающие вместе, 55,80 % домашних хозяйств представляют собой одиноких женщин без супруга, 10,80 % домашних хозяйств не имеют отношения к семьям, 26,40 % домашних хозяйств состоят из одного человека, 11,00 % домашних хозяйств состоят из престарелых (65 лет и старше), проживающих в одиночестве. Средний размер домашнего хозяйства составляет 2,39 человека, и средний размер семьи 2,89 человека.
Возрастной состав округа: 23,00 % моложе 18 лет, 10,10 % от 18 до 24, 27,90 % от 25 до 44, 23,90 % от 45 до 64 и 23,90 % от 65 и старше. Средний возраст жителя округа 38 лет. На каждые 100 женщин приходится 91,70 мужчин. На каждые 100 женщин старше 18 лет приходится 88,20 мужчин.
Средний доход на домохозяйство в округе составлял 33 354 USD, на семью — 41 438 USD. Среднестатистический заработок мужчины был 33 943 USD против 20 804 USD для женщины. Доход на душу населения составлял 18 626 USD. Около 10,50 % семей и 14,40 % общего населения находились ниже черты бедности, в том числе — 18,50 % молодежи (тех, кому ещё не исполнилось 18 лет) и 11,30 % тех, кому было уже больше 65 лет.